# 福井県道252号三尾野鯖江線
福井県道252号三尾野鯖江線（ふくいけんどう252ごう みおのさばえせん）は福井県福井市と鯖江市を結ぶ一般県道である。

## 路線概要
国道417号と福井県道32号清水美山線を結ぶ役割を担う県道である。鯖江市中心部と福井市の郊外を結んでおり、福井市から鯖江市を目指す場合、非常に重宝される路線である。また指定区間の一部は西部縦貫道の一部となっている。嶺北中央部に網の目上に指定された県道の1本であり、周囲の県道と合わせて包括的にこの周辺の交通を支えている道路である。

### 路線データ
- 起点：福井県県福井市三尾野町
- 終点：福井県鯖江市糺町

## 通過する自治体
- 福井県
  - 福井市 - 鯖江市

## 道路状況
起点から重複区間までは西部縦貫道として指定されており、交通量もかなり多く混雑することが多い。しかし恒常的に混雑する区間はここのみであり、重複区間も含めて他の区間はそれほど混雑することもない。さらに道路自体も全線片側1車線が確保されており、非常に走りやすく重複区間からはなれる際に若干細くなることを除けば、全体として非常に有意義な県道と呼べるだろう。

## 接続路線
- 福井県道182号三尾野別所線（福井市三尾野町、起点）
- 福井県道32号清水美山線（福井市三尾野町、起点）
- 福井県道229号福井鯖江線（鯖江市東米岡一丁目 - ＜重複＞ - 鯖江市糺町・糺町交差点、終点）
- 福井県道185号鯖江清水線（鯖江市糺町）
- 国道417号（鯖江市糺町・糺町交差点、終点）
- 福井県道186号神明停車場線（鯖江市糺町・糺町交差点、終点）

## 沿線
- 陸上自衛隊鯖江駐屯地
- 近松門左衛門の碑
- 気比神社

## 別名
- 西縦貫線（鯖江市）